# Schismatoglottis ardenii
Schismatoglottis ardenii är en kallaväxtart som beskrevs av Alistair Hay. Schismatoglottis ardenii ingår i släktet Schismatoglottis och familjen kallaväxter. Inga underarter finns listade.